# Polargebiet

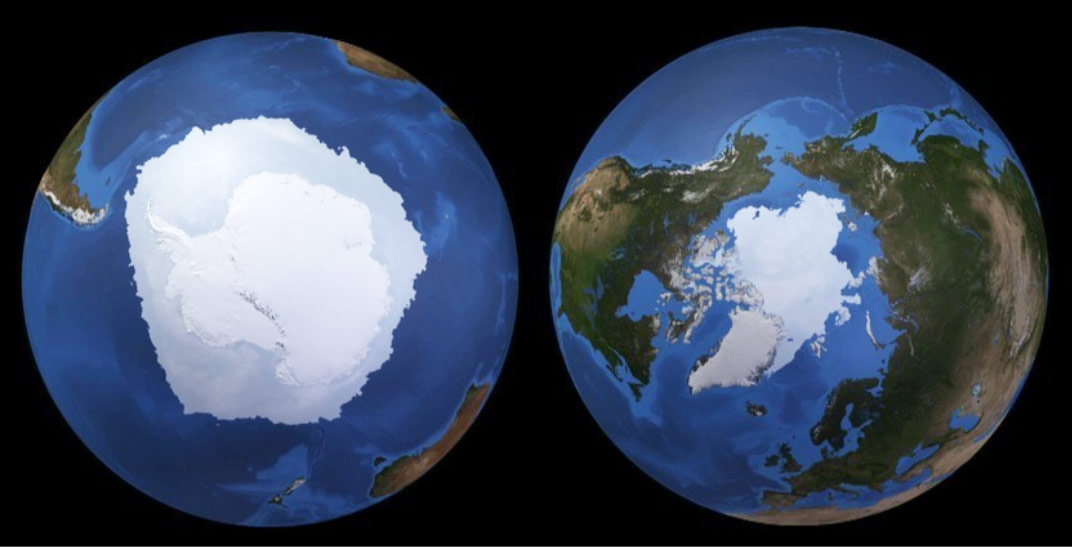
Blick auf die Eiskappen der beiden Polargebiete

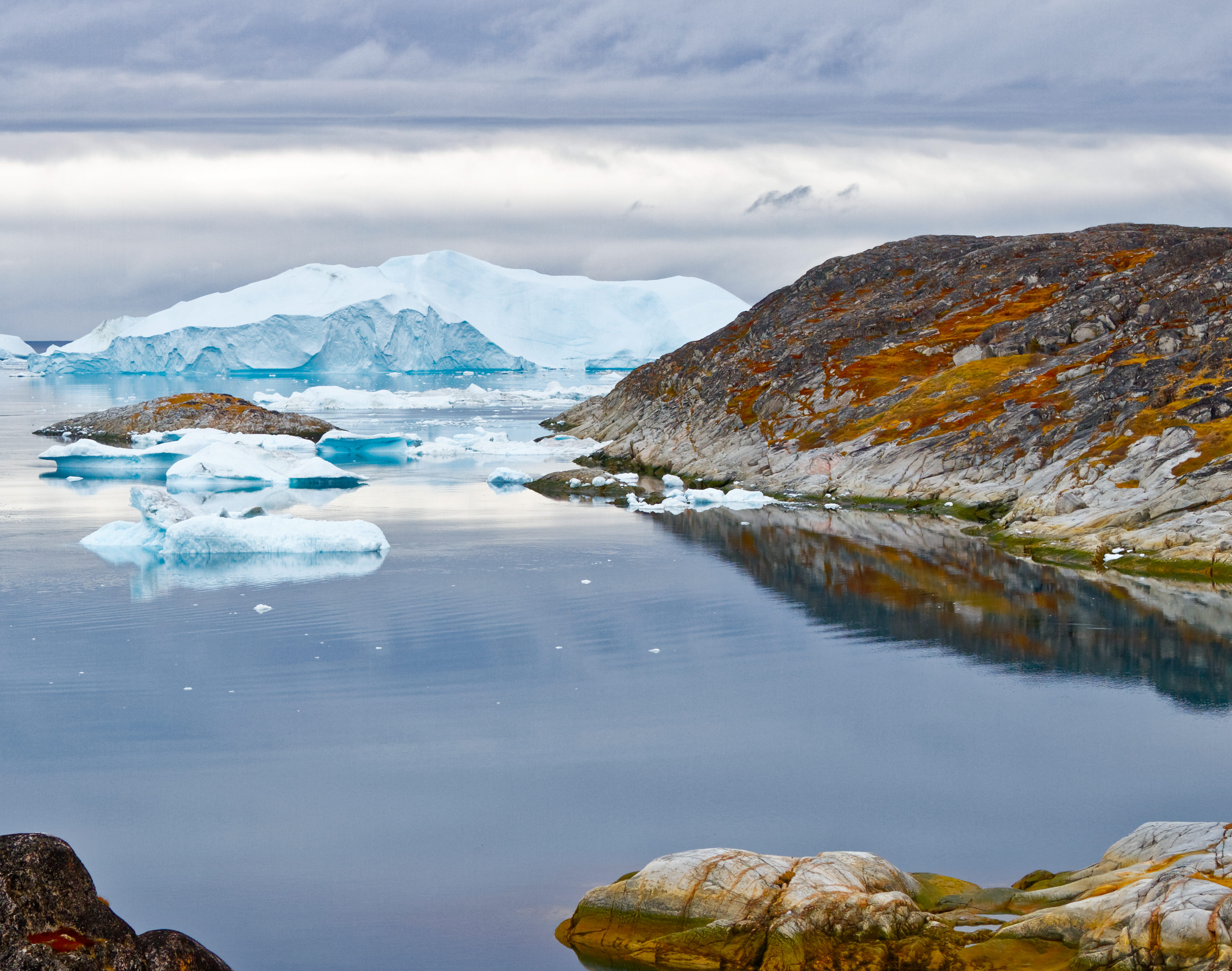
Polare Klimate erstrecken sich von der Eiswüste bis zu den Tundren (Ilulissat-Eisfjord, Grönland)

Die Polargebiete – auch polare Klimazonen oder Polarzonen genannt – sind in erster Linie eine der erdumspannenden Klimazonen, die durch bestimmte solare oder thermische Schwellenwerte abgegrenzt werden. Die beiden Polargebiete – die Arktis im Norden und die Antarktis im Süden – liegen wie zwei Kappen auf der Erde – jeweils mit einem der beiden Pole im Mittelpunkt. Ihr Rand wird nach der solaren Definition von den Polarkreisen gebildet. Richtung Äquator schließen sich die gemäßigten Zonen an – genauer: die kaltgemäßigten. Nach thermischen Parametern kommt es je nach Klimaklassifikation und Autor zu erheblichen Abweichungen von den solaren Grenzen.
Das herausragende Merkmal aller polarer Klimate ist das Phänomen von Polartag (mit Mitternachtssonne) und Polarnacht, wobei die Sonne länger als 24 Stunden über bzw. unter dem Horizont bleibt. Am Polarkreis dauert das Phänomen zur Sommer- bzw. Wintersonnenwende jeweils genau einen Tag – an den Polen (fast) ein halbes Jahr. Weitere wichtige Merkmale – die jedoch ebenso für die alpine und nivale Höhenstufe der Hochgebirge aller Klimazonen zutreffen – sind sehr lange, sehr kalte Winter mit dauerhaft vergletscherten Regionen, Kältewüsten und Tundren ohne Baumbewuchs.
Im weiteren Sinne steht der Begriff Polargebiet über die klimatische Betrachtung hinaus für den globalen, geozonalen Naturraum mit all seinen weiteren Eigenarten.
Durch die globale Erwärmung kommt es zu einer Verschiebung der Klimazonen mit weitreichenden Folgen für Arktis und Antarktis. Dort wirkt zusätzlich die polare Verstärkung, die zu noch höheren Temperaturen führt. Dies beschleunigt das Abschmelzen der Eiskappen und das Auftauen der Permafrostböden. Durch das Vordringen von Gehölzen (auf der Nordhalbkugel) schrumpfen die Tundren: eine Bedrohung für die Artenvielfalt.

## Klimazone

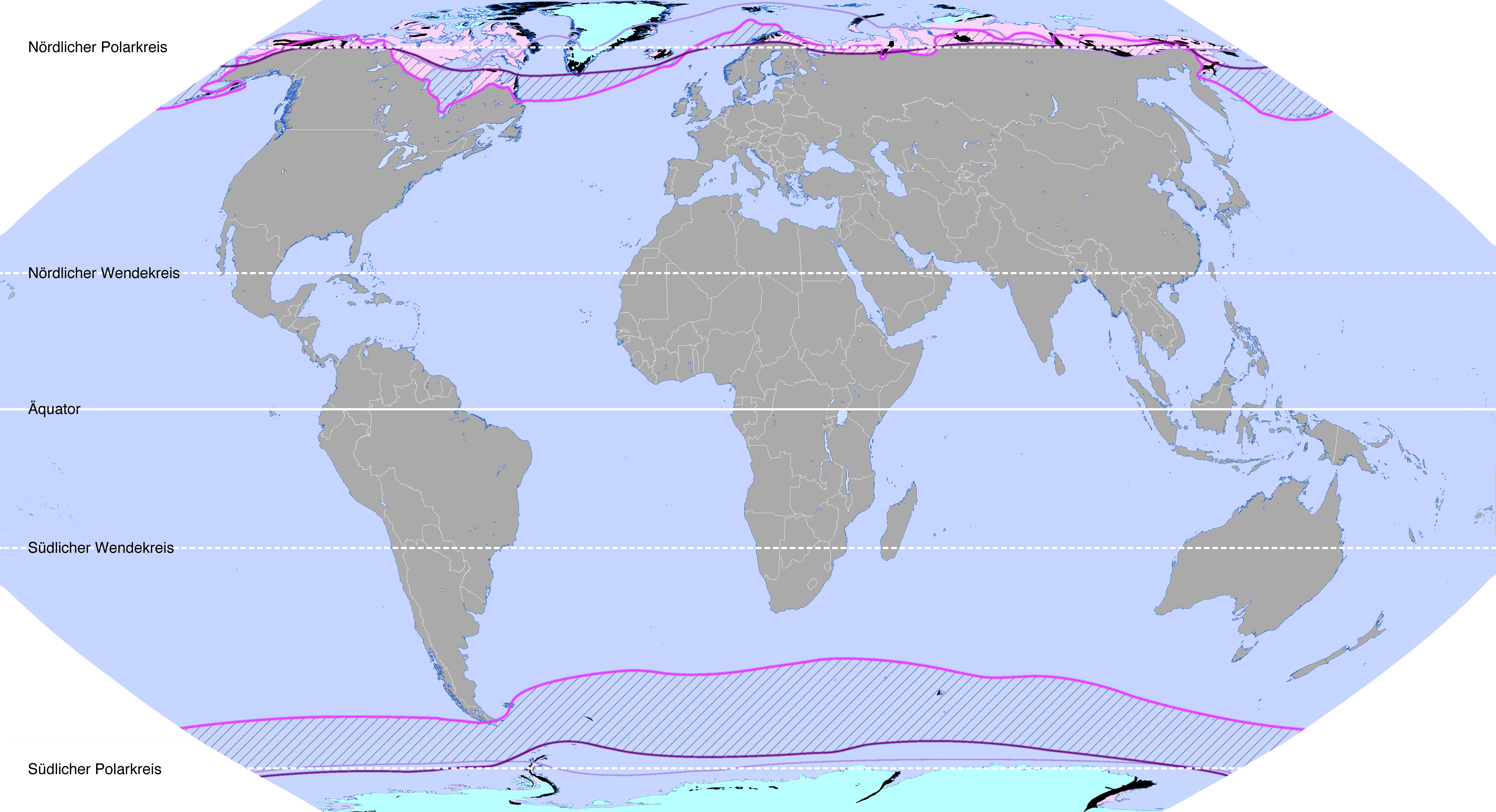
Polare Klimazone(n) nach drei bekannten Klassifikationen
Festlegung der Zonengrenzen nach:
(Bei der Untergliederung (die auch Grundlage der Tabelle im Abschnitt Klimatypen ist) handelt es sich um eine beispielhafte Einteilung, die sich im Wesentlichen an die Arbeit von Schultz anlehnt. Sie dient dazu, die große Zahl der „realen“ Klimatypen aus den gängigen Klassifikationsmodellen entsprechend zuzuordnen und damit besser vergleichbar zu machen.)

| — Troll & Paffen (1964) | — Lauer, Rafiqpoor & Frankenberg (1996) | — Siegmund & Frankenberg (1999/2006) |

| Elementare Makroklimate (maximale Ausdehnung): | Zonenübergreifende Makroklimate / Weitere Flächen:      |
| Eis- und Kältewüstenklimate                    | ///// Übergangsklimate zu Nachbarzonen                  |
| (Subpolare) Tundrenklimate                     | Extrazonale Gebirgsklimate (nicht weiter untergliedert) |

### Solare Abgrenzung

Einstrahlwinkel und erwärmte Fläche am Äquator und am Pol

Die typischen jährlichen „Sonnenläufe“ bedingen das Phänomen von Polartag und -nacht zwischen Polarkreis und Pol, sodass diese Breitenkreise – die (heute) genau bei 66° 33′ 55″ nördlicher und südlicher Breite verlaufen – seit jeher als „natürliche Grenze“ zwischen den Polargebieten und den gemäßigten Zonen angesehen werden.

#### Strahlungsdaten
Der Einstrahlungswinkel der Sonne ist mit Höchstständen von 47° an den Polarkreisen bis nur noch 23° an den Polen sehr flach. Dies führt zu einer mittleren jährlichen Globalstrahlung von unter 800 kWh/m² in den Polargebieten.
Die Tageslängen bewegen sich im Jahreslauf zwischen 0 und 24 Stunden an den Polarkreisen und 0 bis 4380 Stunden an den Polen. Während der Vegetationsperiode liegen die Tageslängen im Mittel bei 20 bis 24 Stunden.
Der UV-Index (sonnenbrandwirksame Intensität der Ultraviolettstrahlung) ist im Jahresmittel um 12:00 Uhr Mittags mit 0 bis unter 2 niedrig.

### Thermische Merkmale
Durch diverse Faktoren (insbesondere Luft- und Meeresströmungen) wird die durch die eingestrahlte Sonnenenergie entstehende Wärme unregelmäßig nach Norden oder Süden transportiert. So ist die Hudson Bay in Kanada das halbe Jahr zugefroren, während der Hafen von Hammerfest in Norwegen – mehr als 1000 Kilometer weiter nördlich – das ganze Jahr eisfrei bleibt.
Die thermischen Grenzen der Polargebiete weichen daher mehr oder weniger von den solaren Grenzen ab. Vor diesem Hintergrund haben diese Gebiete einen niedrigen maximalen Energieeintrag mit geringer Variationsbreite.
Die größten Teile der Polarzonen sind ganzjährig von Eis und Schnee bedeckt und/oder durch kontinuierlichen, tiefgründigen Permafrost und mittlere Jahresminima größtenteils unter −40 °C gekennzeichnet. Bis auf sehr schmale Küstenstreifen liegen alle Böden der Polarzone im Permafrost mit maximalen Bodentemperaturen um die 0 °C, im Gebietsdurchschnitt zwischen −7 und −14 ° und im Extrem bis −36 °C. Permafrost kommt auf mindestens 10, meistens jedoch über 90 Prozent der Flächen vor.
Die reale durchschnittliche Jahresmitteltemperatur der bodennahen Luftschichten wird für den gesamten Zonenraum mit −23 °C angegeben. Während die absoluten Minima in der Arktis um −50 °C auf dem Land und um −30 °C auf dem Meereis liegen, kommt die Antarktis aufgrund der Höhe des Eisschildes von bis zu 4897 m auf Werte unter −85 °C.
Das Oberflächenwasser polarer Meere ist im Schnitt unter +3 °C kalt.
Vergleicht man verschiedene Karten der Klimazonen (oder vergleichbarer geozonaler Modelle), so fallen erhebliche Abweichungen der Zonengrenzen auf, wie man bereits an den drei Modellen der hier veröffentlichten Karte erkennen kann.

#### Klassifikationen und Festlegungen
Etliche Wissenschaftler haben versucht, die Grenzen der Klimazonen grundlegend zu definieren oder ihre Ansätze ermöglichen die Ableitung entsprechender Schwellenwerte. Einige Beispiele:
| Autor(en)                                     | von         | Ziel / Hintergründe | Benennung                  | Faktoren                                                                                          | Wertebereiche                                                     |
| --------------------------------------------- | ----------- | --- | -------------------------- | ------------------------------------------------------------------------------------------------- | ----------------------------------------------------------------- |
| Köppen, auf der Grundlage von Supan           | 1884        | Festlegung der fünf Klimazonen | Polare Zone                | Andauer der Mitteltemperaturen                                                                    | 12 Monate unter 10 °C                                             |
| Troll & Paffen                                | 1964        | „Jahreszeitenklimate“ Grundlegende Festlegung von Klimazonen in Bezug zu den Wechselwirkungen des Klimas auf die Vegetation                                                                        | Polare und subpolare Zonen | Thermische Andauer- u. Schwellenwerte sowie Gehölze                                               | wärmster Monat unter 10 °C keine Bäume (subpolar z. T. Sträucher) |
| FAO, auf der Grundlage von Köppen & Trewartha | 1968 / 2000 | „Ecological zones“ Level 1 - Domain Übergeordnete thermische Klimazonen im System der Ökozonen; internationale Verwendung                                                                          | Polar                      | Thermische Andauer- u. Schwellenwerte                                                             | ganzjährig unter 10 °C                                            |
| Schultz                                       | 1988        | „Die Ökozonen der Erde“ Klimazonen nach Troll & Paffen auf der ersten Ebene der Ökozonen | Polare/Subpolare Zone      | (u. a.) Thermische Wachstumsbedingungen in Klammern = regional                                    | 0 (1) Monat ≥ 10 °C                                               |
| Müller-Hohenstein                             | 1989        | „Geoökologische Zonen“ Klimazonen als 1. Gliederungsebene | Polare und subpolare Zonen | Jahresmitteltemperatur (JMT) und Vegetationsperiode (VP) als Summe der humiden Tage mit ø ≥ 10 °C | JMT: unter −10 °C VP: unter 30 bis 90 Tage                        |
| Lauer, Frankenberg und Rafiqpoor              | 1996        | „Die Klimate der Erde“ „Ökophysiologische Klimaklassifikation“ Wechselwirkungen des Systems „Klima–Pflanze–Boden“ als Reaktion der Pflanzendecke auf das Klima mit Quantifizierung der Grenzlinien | Polar-Zone                 | mittlere Bestrahlungsstärke (BS) und thermische Vegetationsperiode (VP)                           | BS: unter 100 W/m² VP: 0 bis 2 Monate                             |
| Siegmund & Frankenberg                        | 1999 / 2006 | „Klimate der Erde“ Thermische Klimazonen als erster Klimaschlüssel im „Baukastensystem“ | Polare Zone / Eiszone      | Jahresmitteltemperatur                                                                            | unter −10 °C                                                      |
| Box                                           | 2016        | „World Bioclimatic Zonation“ Haupt-Klimazonen nach Kardinaltemperaturen und deren Dauer | Polar zone                 | Tagesmitteltemperatur                                                                             | Weniger als 30 Tage ≥ 10 °C (wenn überhaupt)                      |

### Hygrische Merkmale
Zur Bestimmung eines Klimatyps sind neben den verschiedenen Temperaturen ebenso Messwerte zur Wasserversorgung erforderlich. Da jede Klimazone verschiedene Klimatypen umfasst, sind die im Folgenden aufgeführten Mittelwerte für den gesamten Klimagürtel nur in Bezug auf die zonale Abfolge aussagekräftig:
Im hochpolaren Raum ist es ganzjährig niederschlagsarm bis wüstenartig; im subpolaren Übergangsraum – insbesondere in Küstengebieten – kommt es hingegen häufig zu Niederschlägen (allerdings von geringer Intensität). Die mittleren jährlichen Niederschläge liegen von den Polen Richtung Äquator in der Arktis bei geringen 100 bis 600 mm und in der Antarktis bei sehr geringen 0 bis 300 mm. Der Großteil der Niederschläge fällt als Schnee. Etwa ein Drittel bis zur Hälfte davon verdunsten wieder. Diese Kombination führt zu einer allgemein geringen Luftfeuchtigkeit, abgesehen von den kurzen, nebelreichen, kühl- bis kalten Polarsommern. Dennoch ist der Himmel in den Polargebieten im Mittel stark bewölkt.

### Wettersysteme

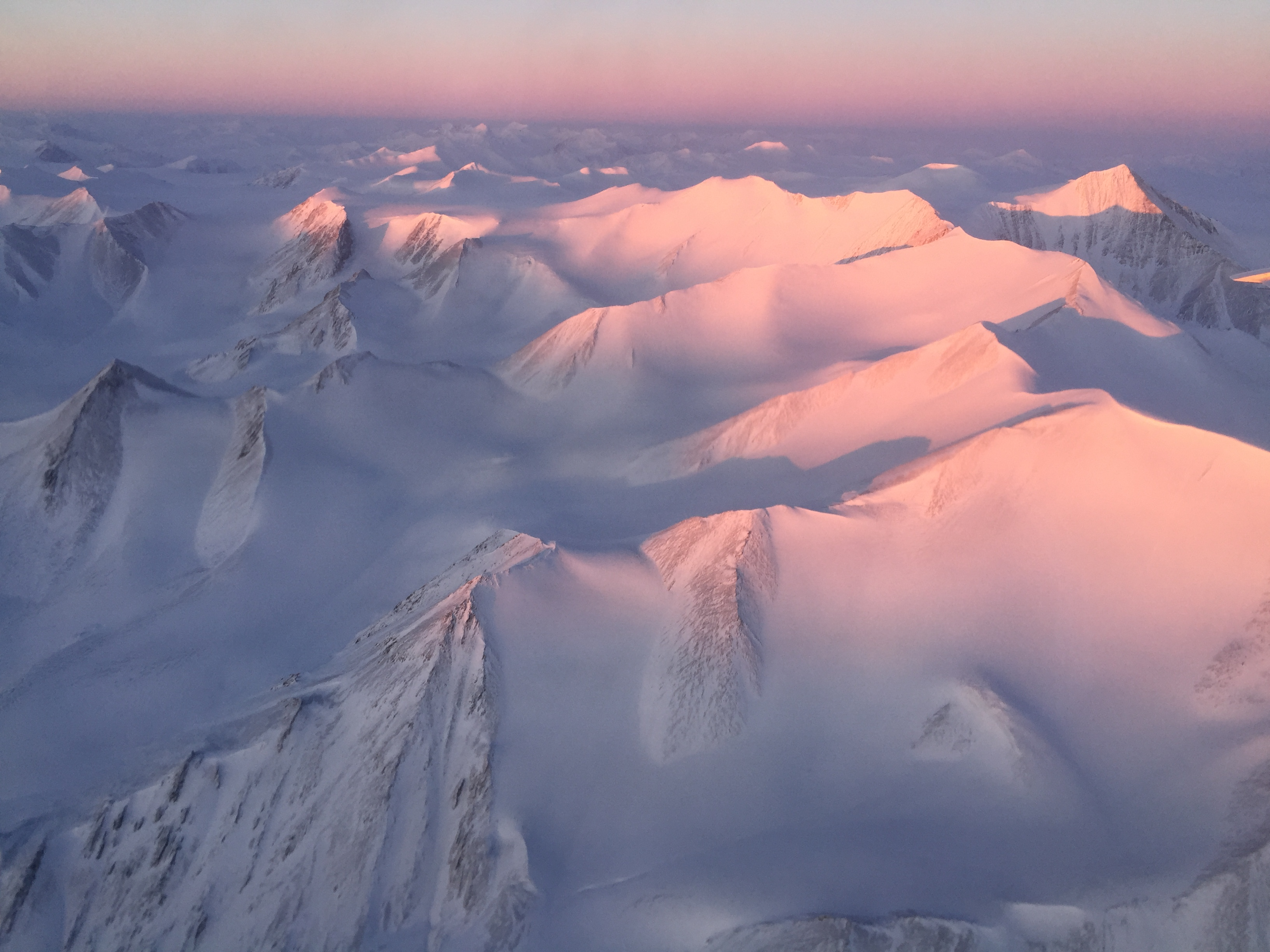
Ewiges Eis auf der kanadischen Insel Ellesmere Island

Das Klima der beiden polaren Zonen wird im Rahmen der planetarischen Zirkulation von den Polarzellen bestimmt. Sie werden von kalten, bodennahen Luftmassen in einer relativ stabilen Hochdruckkappe gebildet, die von den Polen äquatorwärts strömen. Durch die ablenkende Erddrehung entstehen dabei die vorherrschenden polaren Ostwinde. Sie erwärmen sich in der gemäßigten Zone und steigen ab rund 60° Breite in den subpolaren Tiefdruckrinnen auf, um in der Höhe an der Tropopause wieder zu den Polen zurückzuströmen. Im globalen Zusammenhang sind die Kaltluftgebiete der Polarzonen – die in der Höhe durch tiefen Luftdruck gekennzeichnet sind – die Gegenspieler zu den warmen Luftströmungen aus den Tropen. Das Aufeinandertreffen – in der sogenannten Polarfront – findet jedoch in den Mittelbreiten statt (nach den genetischen Klimaklassifikationen wird dieser Bereich separat als Subpolare Zone bezeichnet). Die Wetterlagen in den Polarregionen sind in der Regel langanhaltend. Es können Katabatische Winde und (hurrikanähnliche) Polartiefs auftreten.

### Klimatypen
Allein die Zugehörigkeit zu einer Klimazone ermöglicht noch keine Aussagen über die tatsächlichen Klimate innerhalb der Zone. Dazu bedarf es der Festlegung von Klimatypen (für die niedrigen (planar-kollinen) Regionen) aus dem Vergleich der „elementaren“ Makroklimate aller Kontinente mit Hilfe weiterer Parameter (siehe Klimazone: Abschnitt Möglichkeiten der Zonen-Untergliederung): Das können regionale thermische Bedingungen sein – etwa die Kontinentalität –, doch vor allem hygrische Merkmale wie die Summe der Niederschläge im Jahr, die Dauer von Regen- und Trockenzeiten oder das Verhältnis von Niederschlags- und Verdunstungsrate (Humidität/Aridität). Dies führt zu komplexen Klimaschlüsseln, die im Kartenbild zwangsläufig noch größere Abweichungen zwischen den verschiedenen Modellen aufweisen!
Wie an der Karte erkennbar, werden die Polargebiete in zwei elementare Makroklimate unterteilt, die sich in den meisten effektiven Klimaklassifikationen wiederfinden. Da sie vor allem thermisch unterschieden werden, erstrecken sie sich ungefähr entlang der Breitenkreise und sind damit als Subzonen zu betrachten (zusammen häufig „Polar/subpolare Zone“ genannt).

#### Kältewüstenklimate

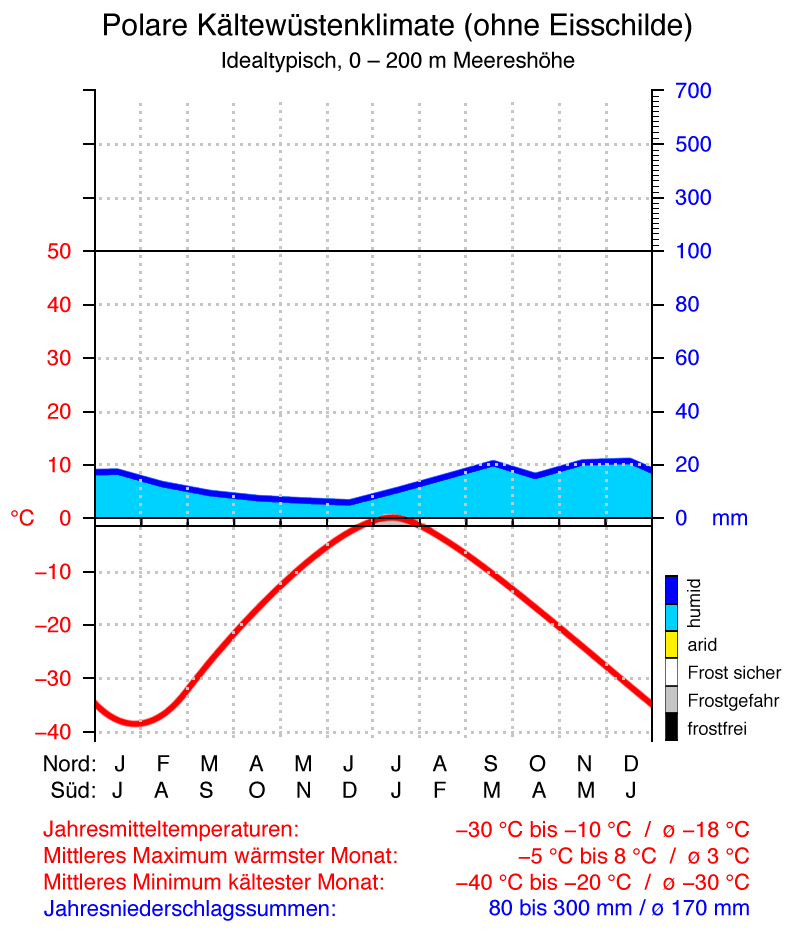
(nur hochpolare Tieflandklimate)

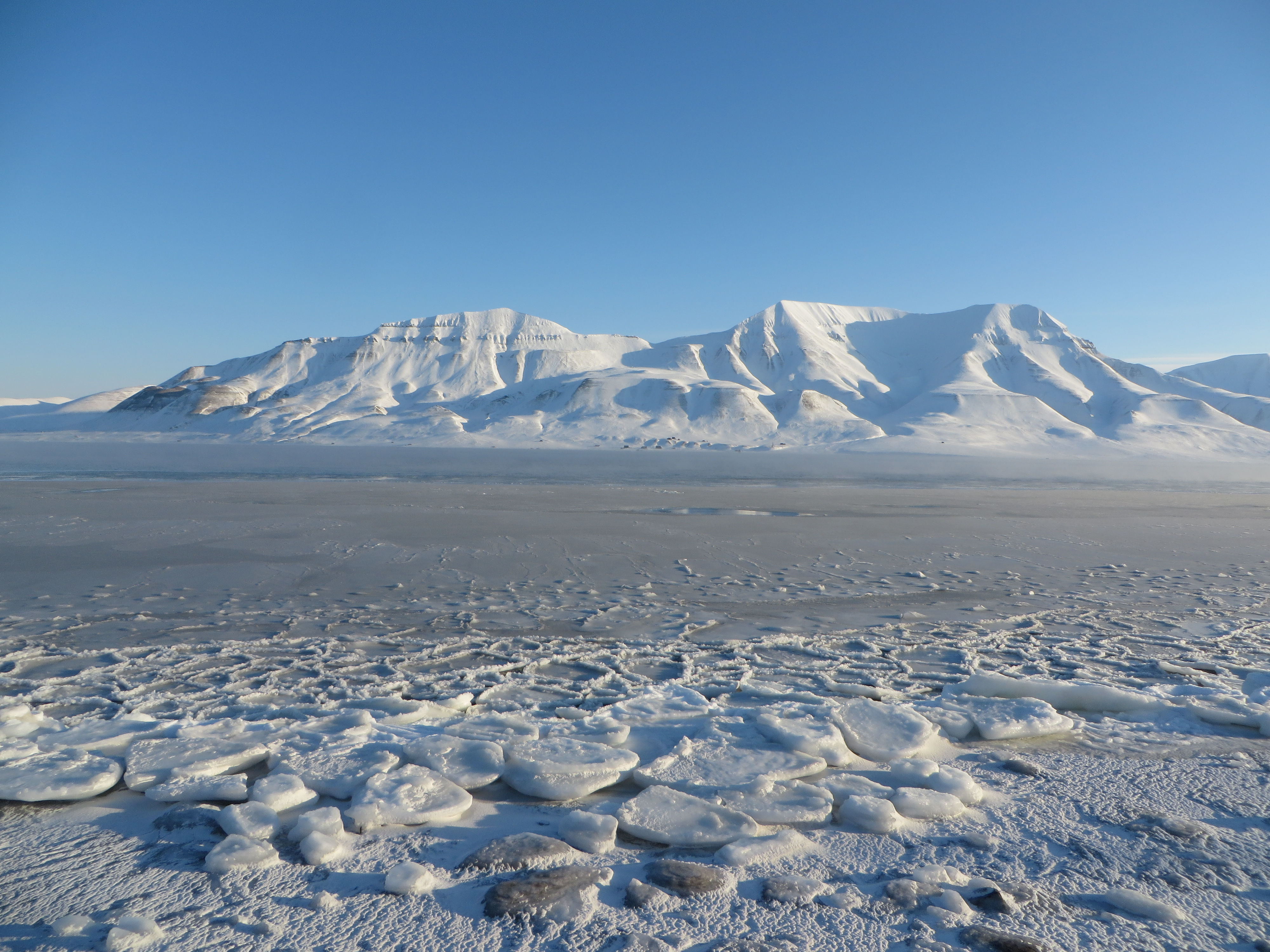
Eiswüste auf Spitzbergen

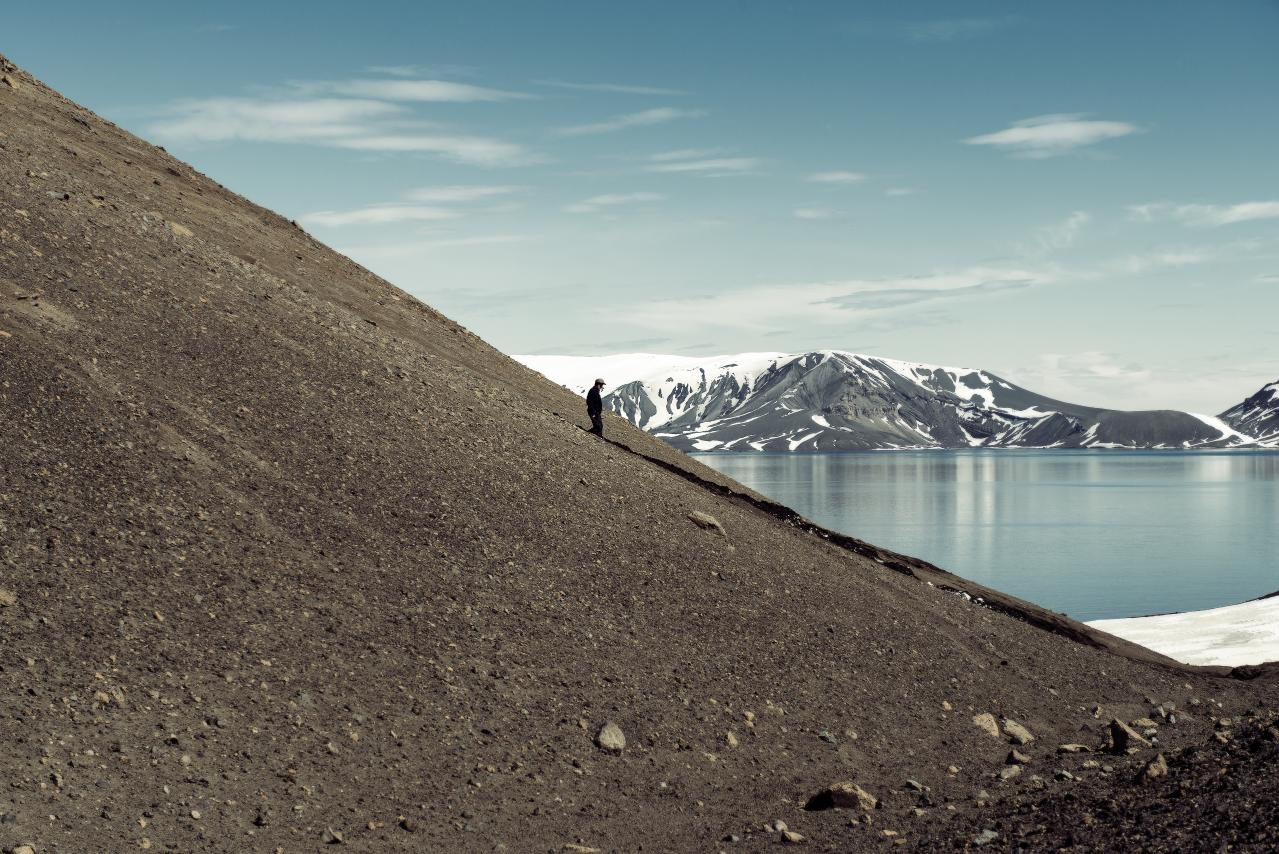
Trockene Kältewüste in Antarktika

Die Klimate der (hoch)polaren Eis- und Kältewüsten erhalten nur eine sehr geringe Globalstrahlung, sowohl über das ganze Jahr als auch während der Vegetationszeit.
Sie sind geprägt durch sehr niedrige Jahresmitteltemperaturen, die in der Regel unter −17 °C liegen. Die durchschnittlichen Tagestemperaturen steigen an 0 bis 40 Tagen über den Gefrierpunkt. (Das abgebildete Klimadiagramm berücksichtigt nur die Kältewüstenklimate des Tieflandes – meist küstennah –, da die sehr mächtigen Eisschilde streng genommen polare Höhenklimate sind.) Nach Troll sind folgende Temperaturgrenzwerte für diesen Klimatyp kennzeichnend: Der wärmste Monat bleibt (im Gegensatz zu den Tundrenklimaten) immer unter 6 °C.
Die Jahresniederschläge unterschreiten meist 200 mm. Die Niederschläge sind ganzjährig sehr gering (noch etwas geringer als in den Tundren) und im Gesamtvergleich unregelmäßig über das Jahr verteilt. Sie fallen fast immer als Schnee. Die sehr geringen Biotemperaturen unter 1,5 °C deuten trotz des „wüstenhaften“ Klimas auf eine sehr geringe Gesamtverdunstung und damit meist vollhumide Bedingungen hin, die in der Regel 10 bis 12 Monate andauern. Lediglich die antarktischen Trockentäler weisen (hyper)aride Bedingungen auf.
Die genannten Bedingungen von Licht, Wärme und Feuchtigkeit führen zu einer extrem kurzen Dauer der jährlichen Wachstumsperiode; meist unter 30 Tagen. Entweder liegt das Land unter einer Eisschicht oder der Boden ist nahezu vegetationsfreier Frostschutt. Flechten und Moose sowie einige Gräser kommen lückenhaft vor, Blütenpflanzen treten nur vereinzelt auf, Gehölze fehlen gänzlich.
Die Gesamtcharakteristik der Kältewüstenklimate kann mit „Dauerfrost; keine oder geringe Sommerwärme“ zusammengefasst werden.
Folgende Klimatypen effektiver Klassifikationsmodelle decken dieses Makroklima ab:
- bei Troll & Paffen: I 1 (Hochpolare Eisklimate), I 2 (Polare Klimate)
- bei Köppen & Geiger: EF (Eisklima)
- bei Trewartha: Fi (Ice Cape)

Vor allem die vereisten Polkappen sowie deren unmittelbaren Randgebiete repräsentieren das polare Eis- und Kältewüstenklima.

#### Tundrenklimate

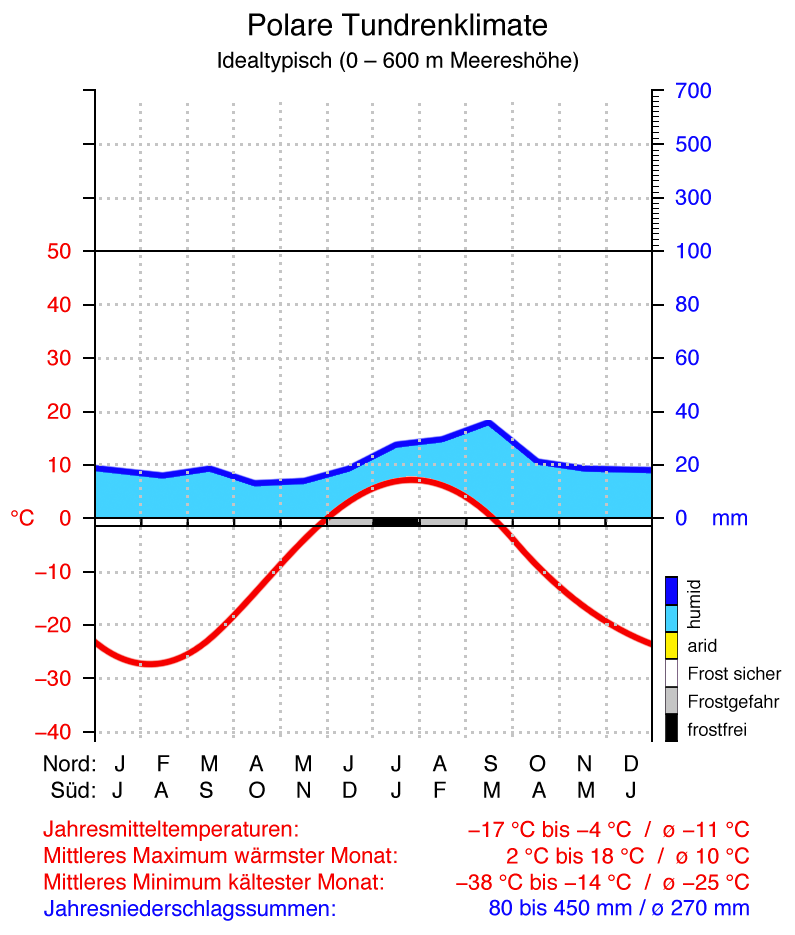

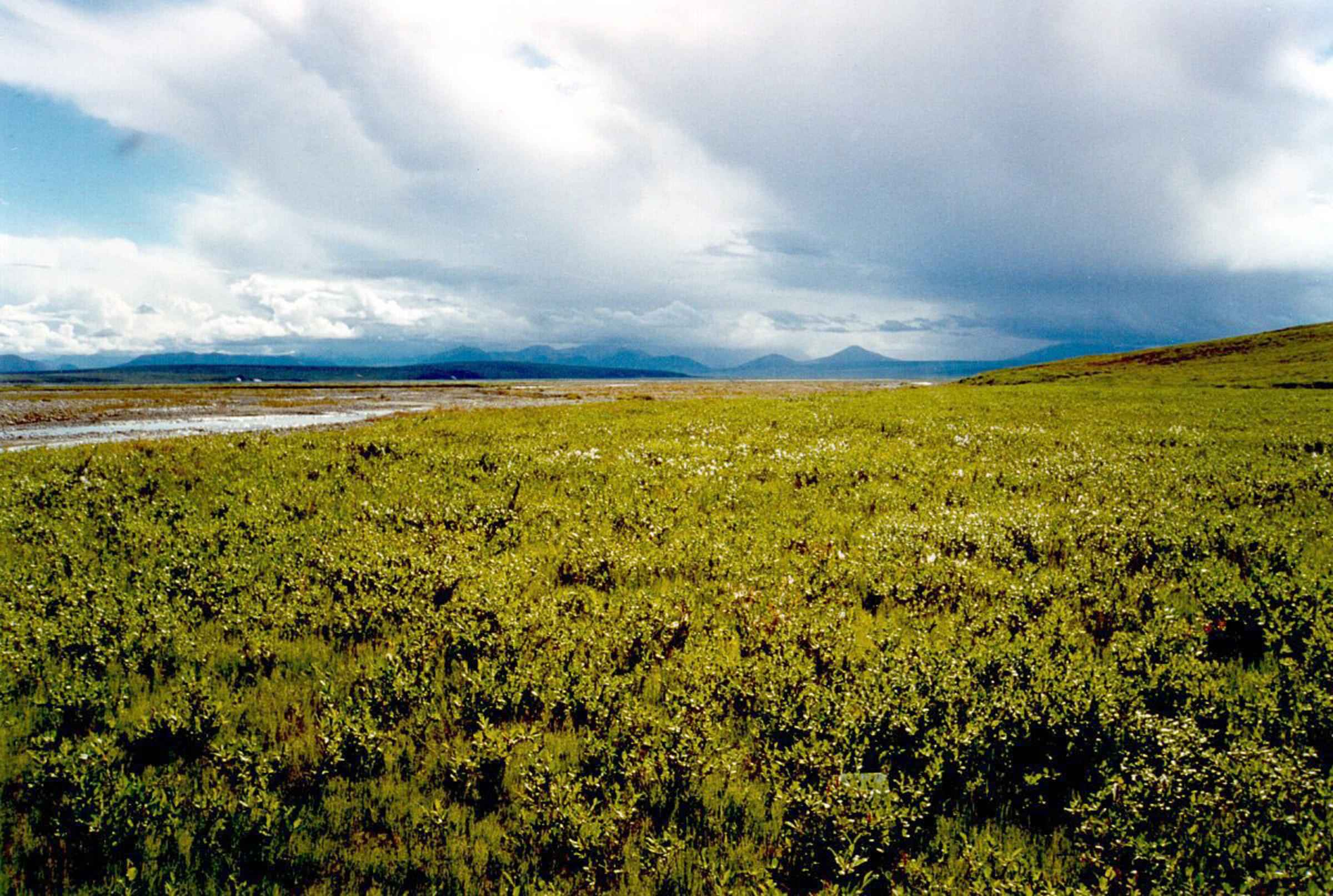
Tundra in Alaska

Die Klimate der (sub)polaren Tundren (auch subpolare Klimate genannt – Verwendung jedoch uneinheitlich!) erhalten nur eine sehr geringe Globalstrahlung, sowohl über das ganze Jahr als auch während der Vegetationszeit. Die im Folgenden genannten Merkmale gelten erdumspannend (geozonal) für Regionen bis zu rund 600 m Meereshöhe. Höher gelegene Gebiete weisen häufig ein abweichendes (extrazonales) Gebirgsklima auf.
Sie sind geprägt durch sehr niedrige Jahresmitteltemperaturen zwischen −15 und −4 °C. Die durchschnittlichen Tagestemperaturen steigen an 40 bis 140 Tage über den Gefrierpunkt. Nach Troll sind folgende Temperaturgrenzwerte für diesen Klimatyp kennzeichnend: Der wärmste Monat kommt auf Mittelwerte von 6 bis 10 °C, der kälteste bleibt immer unter −8 °C.
Die Jahresniederschläge bewegen sich zwischen 80 und 450 mm. Die Niederschläge sind in der Summe sehr gering bis gering und liegen nur unwesentlich über den Werten der Eisklimate. Sie sind unregelmäßig über das Jahr verteilt und fallen mindestens 9 Monate als Schnee. Auch hier sind die Feuchtebedingungen – wie in den hochpolaren Regionen – nur in sehr wenigen Gebieten arid, da die Biotemperaturen von 1,5 bis 3 °C kaum Verdunstung ermöglichen. Das Klima ist mit 10 bis 12 feuchten Monaten vollhumid.
Die genannten Bedingungen von Licht, Wärme und Feuchtigkeit führen zu einer kurzen Dauer der jährlichen Vegetationsdauer zwischen 30 und 90 Tagen. Die kurzen, kühlen Sommer mit häufigen Temperaturen über +5 °C – die durch die Mitternachtssonne Tag und Nacht erreicht werden können – reichen aus, um ein komplett bodendeckendes Pflanzenwachstum in der Tundra zu ermöglichen. Für das Wachstum hochstämmiger Gehölze sind die Temperaturen jedoch zu niedrig. Die sehr geringe Verdunstungsrate kompensiert die geringen Niederschlagsmengen. Neben den ebenfalls massenhaft vorkommenden Flechten und Moosen, dominieren verschiedene Gräser, viele Blütenpflanzen und Richtung Polarkreis etliche Zwergsträucher und Sträucher – in der Arktis vielfach Heidekraut- und Weidengewächse.
Die Gesamtcharakteristik der Tundrenklimate kann mit „milde Sommer, große Winterkälte; zu kalt für Bäume“ zusammengefasst werden.
Folgende Klimatypen decken dieses Makroklima ab:
- bei Troll & Paffen: I 3 (Subarktische Tundrenklimate)
- bei Köppen & Geiger: ET (Tundrenklima)
- bei Trewartha: Ft (Tundra)

Die größten Gebiete mit Tundrenklimaten liegen an den nördlichen Rändern Nordamerikas und Asiens sowie auf den Inseln im Arktischen Ozean. Die Flächen in der Antarktis sind demgegenüber sehr klein.

##### Sonderfall „Wintermilde Tundrenklimate“

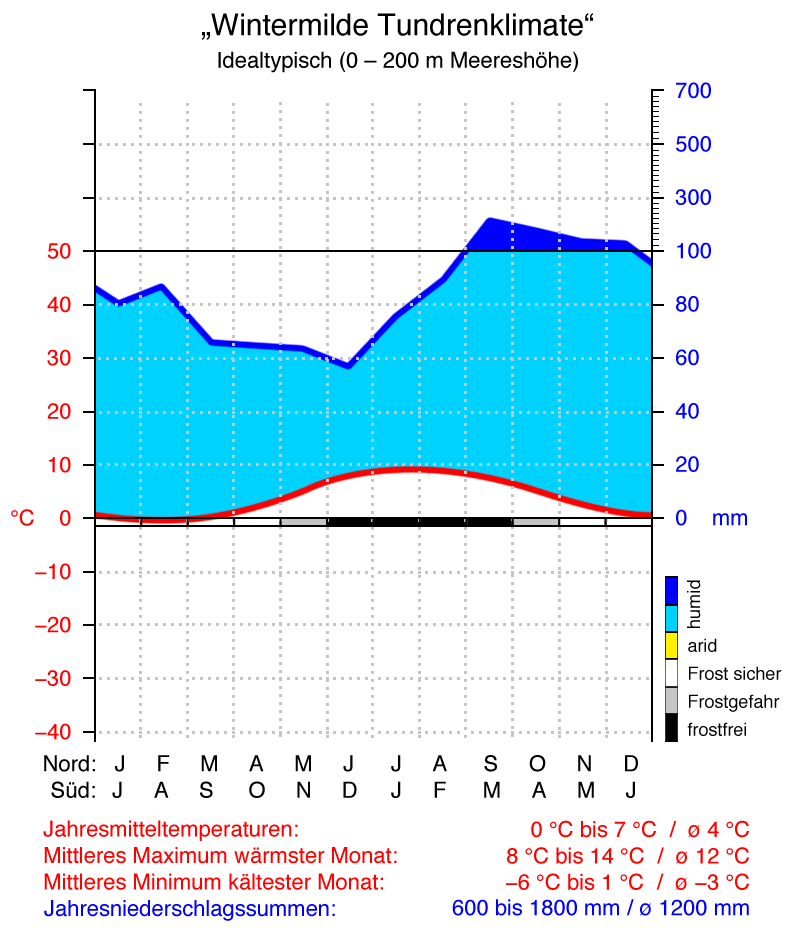

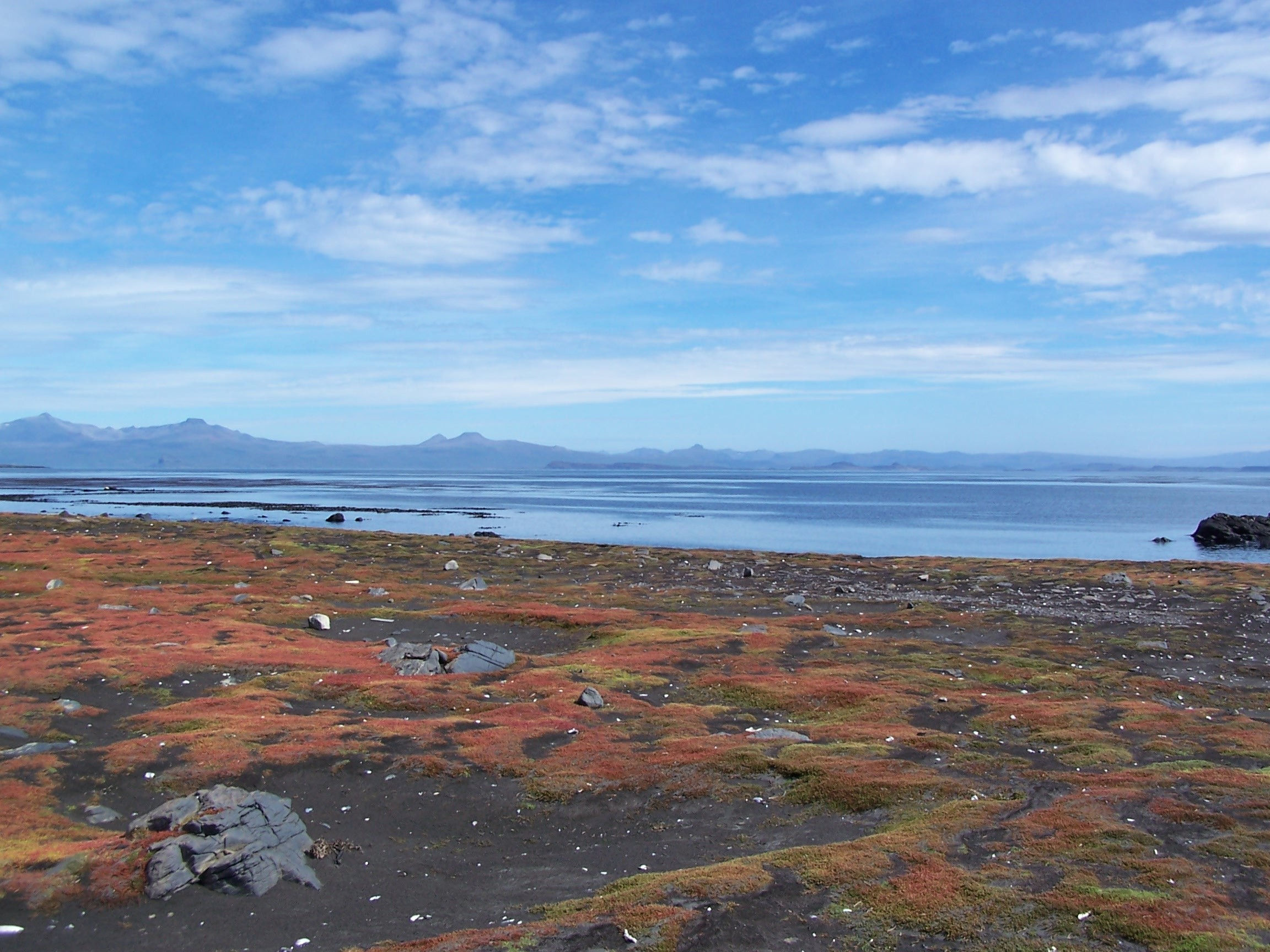
Küstenmoor-„Tundra“ auf den Kerguelen

Fast ausschließlich auf ozeanische Inseln beschränkt ist ein spezielles Tundrenklima mit ausgesprochen milden Wintern: Solar fast überall bereits in den stärker bestrahlten kalt- oder kühlgemäßigten Zonen gelegen, bleiben die Temperaturen zum einen durch permanenten polaren Einfluss (Polarfronten) im Sommer im Schnitt unter 10 °C, während sie im Winter durch die enorme Wärmespeicherkapazität der umgebenden Meere kaum unter 0 °C sinken. Dennoch reicht das milde Klima nicht aus, um Bäumen das Wachstum zu ermöglichen.
Trotz der wesentlich höheren Jahresmitteltemperaturen von 0 bis 7 °C und mit 200 bis 280 Tagen über dem Gefrierpunkt gedeihen auch hier nur Tundrapflanzen – auf der Nordhalbkugel in Wiesen- und Strauchtundren und auf der Südhalbkugel in Wiesen- und Moortundren (z. B. Magellan-Tundra in Feuerland). Nach Troll sind folgende Temperaturgrenzwerte für diesen Klimatyp kennzeichnend: Der wärmste Monat kommt auf Mittelwerte von 5 bis 12 °C, der kälteste liegt zwischen −8 und +2 °C und die maximale Spanne der jährlichen Mitteltemperaturen liegt bei unter 13, meist sogar unter 10 Kelvin.
Die Jahresniederschläge sind mit 600 bis 1800 mm für die Polargebiete sehr hoch. Sie sind ganzjährig hoch, häufig mit etwas geringeren Mengen in ein bis drei Sommermonaten. Schnee fällt in 4 bis 8 Monaten. Auch, wenn die Niederschlagsmengen je nach Region sehr unterschiedlich sind, gilt aufgrund der sehr geringen Verdunstungsrate überall ein feuchtes, vollhumides Klima.
Die Gesamtcharakteristik dieser Klimate kann mit „milde Sommer, milde Winter; jedoch zu kalt für Bäume“ zusammengefasst werden.
Im Prinzip deckt nur das Subpolare, hochozeanische Klima I 4 nach Troll & Paffen diesen Klimatyp ab, während das subpolare Ozeanklima Cfc nach Köppen & Geiger aufgrund höherer Temperaturgrenzwerte auch Teile der gemäßigten Regenwaldklimate umfasst.
Solche klimatischen Verhältnisse finden sich in den südlichen Küstengebieten Feuerlands, auf den Falklandinseln, den Inseln Südgeorgien, Südliche Sandwichinseln, Prinz-Edward-Inseln, Crozetinseln, Kerguelen, Heard und McDonaldinseln und der Macquarieinsel. Auf der Nordhalbkugel auf der Aleutenkette bis zur Kodiak-Insel, den Pribilof-Inseln in der Beringsee, relativ großflächig im Westen, Süden und Osten Islands, sowie an den Rändern des europäischen Nordmeeres auf Jan Mayen und der Bäreninsel.

#### Höhenstufen

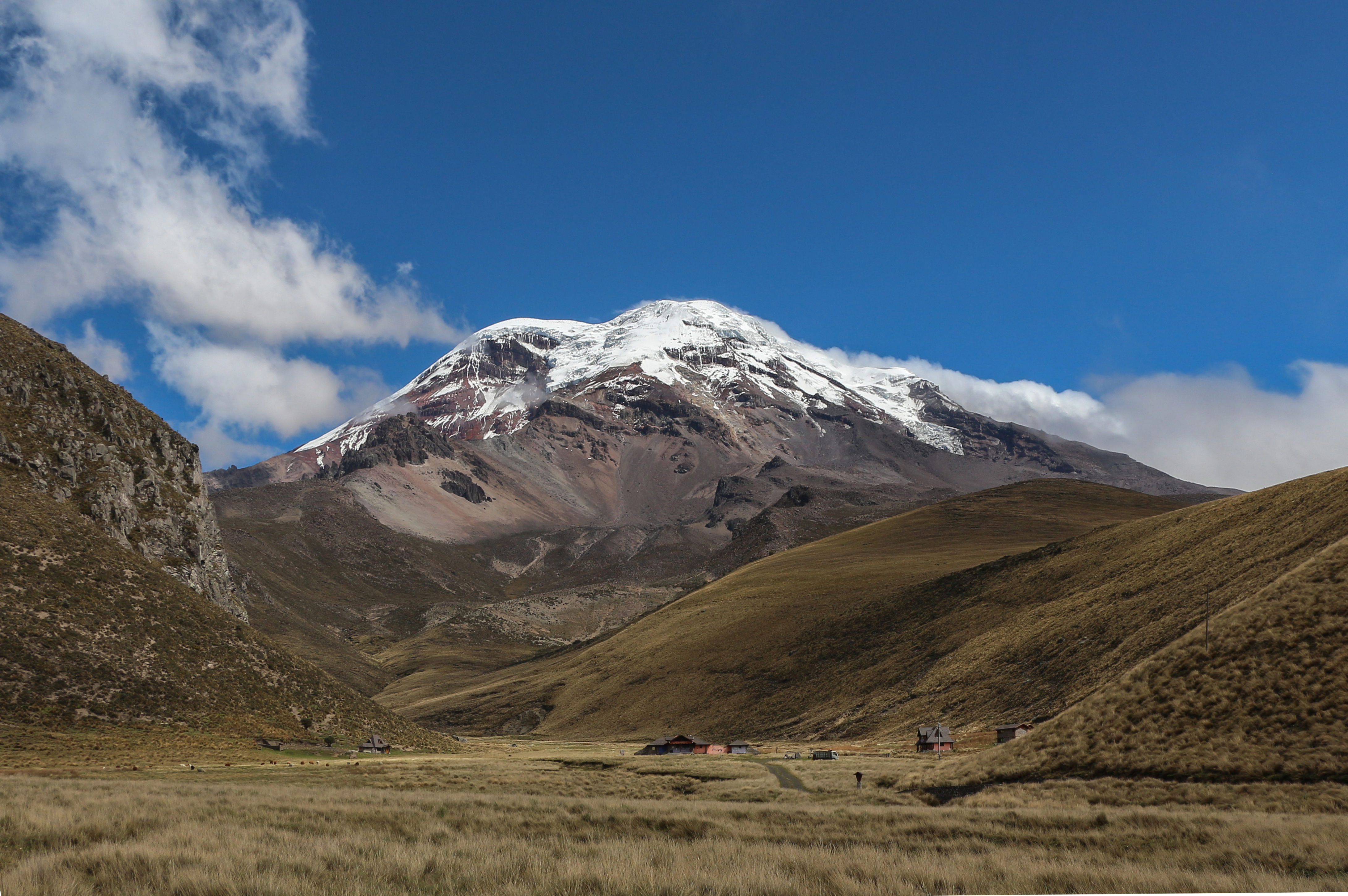
Tropischer Vulkan Chimborazo in Ecuador mit Eiskappe: Nur bedingt mit polaren Bedingungen vergleichbar

Hochgebirge in den Polargebieten zeigen nur graduelle Unterschiede zum Klima der Umgebung. Die größten polaren Gebirge (die zum größten Teil unter dem Inlandeis liegen), finden sich auf Grönland und dem antarktischen Kontinent.
Bedingt mit dem Polarklima vergleichbar sind die Höhenstufen des alpinen bis nivalen Klimas in Hochgebirgen anderer Klimazonen. Bei ähnlichen Durchschnittstemperaturen und Permafrostböden sind jedoch die monatlichen Unterschiede und die Höchsttemperaturen sehr unterschiedlich. Zudem gibt es wesentlich niederschlagsreichere Hochgebirgsklimate. Dies führt zu abweichenden Vegetationsbedingungen. Je näher die Gebirge am Äquator liegen, desto größer sind die Unterschiede aufgrund des Tageszeitenklimas.

## Naturraum
Nach einer gängigen ökologischen Definition reicht die Polare/Subpolare Zone bis zur polaren Baumgrenze. Obwohl die Nordpolregion vor allem aus einem eisbedeckten Meer besteht, während die Südpolregion auf einem Kontinent liegt, sind die Polarregionen der einheitlichste Großlebensraum aller Klimazonen: Eis und Schnee prägen 90 % des Naturraumes, der Rest wird von vegetationsfreien Felsregionen und relativ gleichförmigen Tundren eingenommen. Ein bekanntes Phänomen der Zone sind die Polarlichter, die hier besonders häufig auftreten.

### Ausdehnung und Ausmaße
Geometrisch betrachtet sind die Polargebiete Kugelkalotten. Auf die solare Abgrenzung bezogen beträgt der Abstand von den Polen bis zu den Polarkreisen ca. 2600 km. Der Umfang der Erde beträgt in der Mitte der Zone nur rund 8000 km.
Beide Polargebiete bedecken in diesem Sinne jeweils rund 20 Mio. km²: das sind insgesamt etwa 8 % der Erdoberfläche. Berücksichtigt man die thermischen Verschiebungen, gehören eher 11 % dazu, weil das Polarklima um den kompakten eisbedeckten Kontinent Antarktika durch die ringförmige antarktische Meeresströmung und fehlende Landmassen weit nach Norden greift.
Gut 40 % der Polargebiete sind Landmassen. 15 % der irdischen Landoberfläche liegen in dieser Zone, wovon 5 % auf die Arktis und 10 % auf die Antarktis entfallen.

#### Nördliches Polargebiet

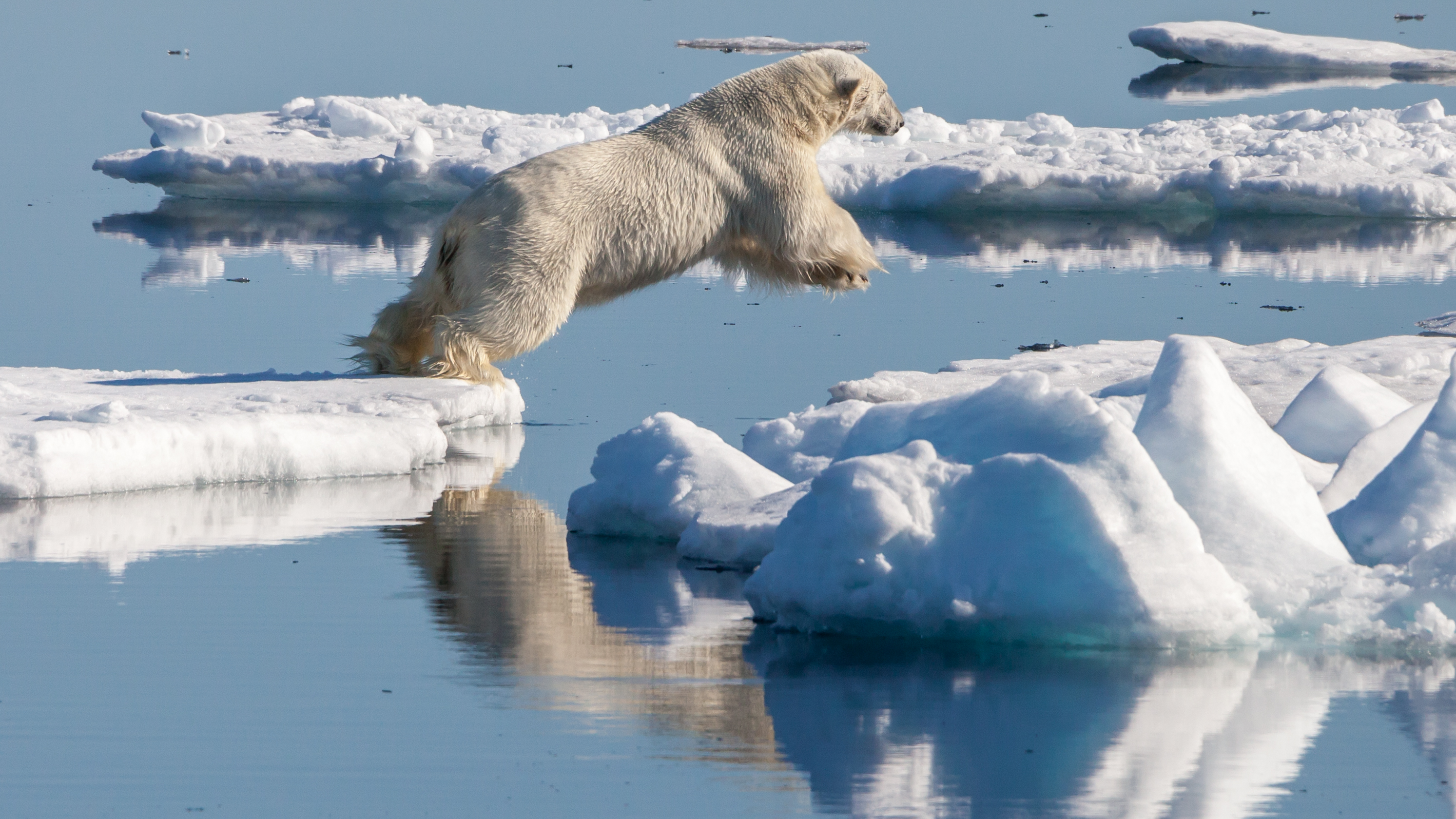
Eisbär auf Eisschollen bei Spitzbergen

Das nördliche Polargebiet wird Arktis genannt. In dessen Zentrum befindet sich das großteils vereiste Nordpolarmeer. An den südlichen Rändern liegen die Vereinigten Staaten (mit Alaska), Kanada, Dänemark (mit Grönland), Island, Norwegen, Schweden, Finnland und Russland. Alle Anrainerstaaten sind Mitglieder im Arktischen Rat, der als politisches Forum für den Interessenausgleich gegründet wurde (siehe auch Politischer Status der Arktis). Die Kappe hat einen Radius zwischen 1700 und 4000 Kilometer.
Die größten Abweichungen vom Polarkreis als gedachte Grenze entstehen nach Norden durch den Einfluss des warmen Nordatlantikstroms, der das gemäßigte Klima bis in die Grönlandsee ausdehnt; sowie nach Süden im Bereich des Beringmeeres und der Hudson Bay, die beide außerhalb der globalen Warmwasser-Zirkulation liegen; und des kalten Labradorstroms, der Wasser aus dem Nordpolarmeer durch die Davisstraße zwischen Kanada und Grönland nach Süden pumpt.

#### Südliches Polargebiet

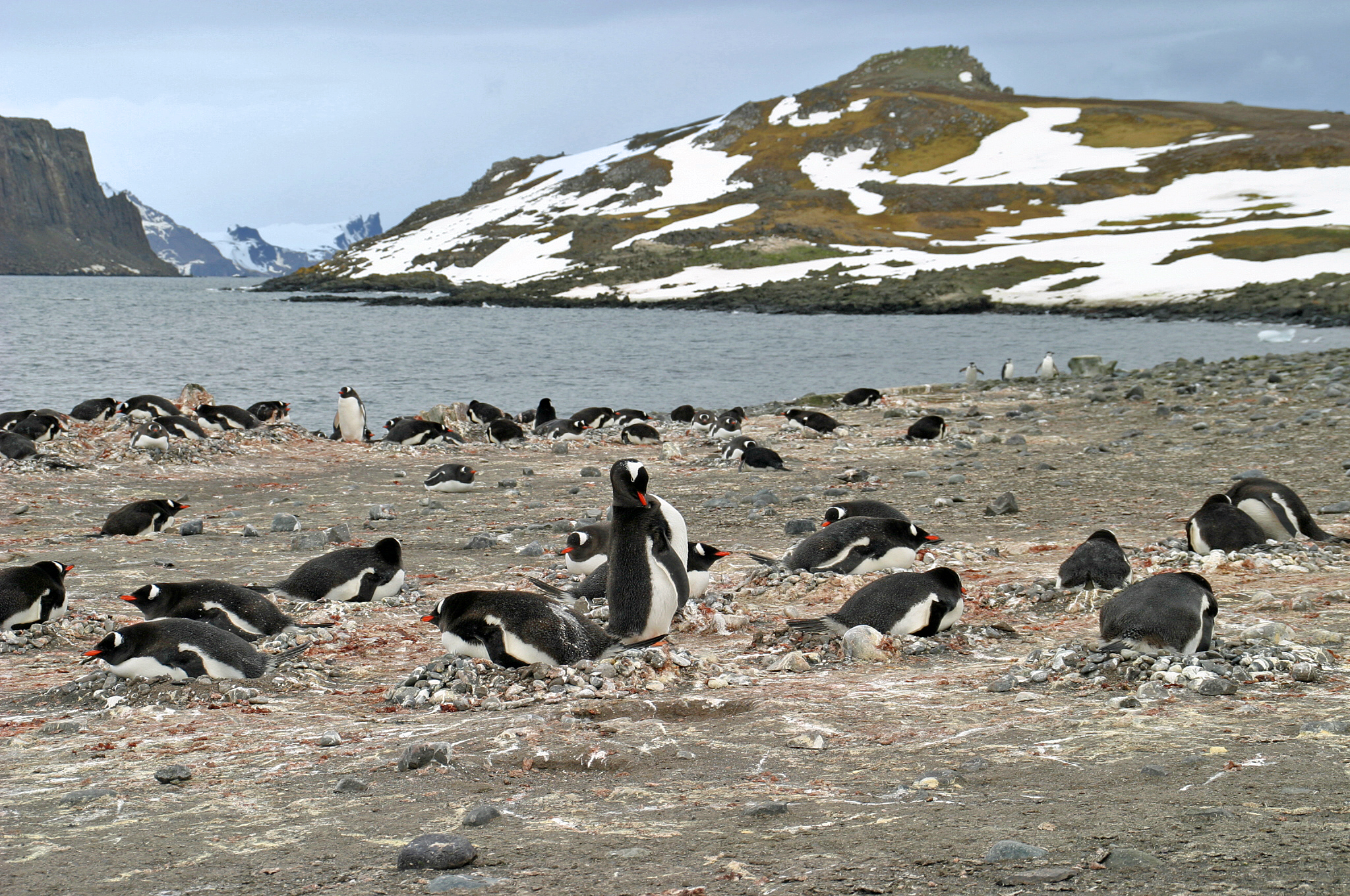
Eselspinguine auf den Süd-Shetland-Inseln

Die südliche Polarzone nennt man Antarktis. Sie umfasst in Gänze den eisbedeckten Kontinent Antarktika sowie alle antarktischen und einige subantarktische Inseln. Als (äußerste) Grenze nach Norden wird häufig die antarktische Konvergenz genannt: die Meeresregion, in der das kalte antarktische Wasser auf wärmere Wassermassen aus den großen Ozeanen trifft. Der Radius des südlichen Polarklimas beträgt zwischen 3800 und über 4500 Kilometer.
Bis heute gibt es in der unbesiedelten Antarktis keine staatlichen Hoheitsgebiete, sondern lediglich Gebietsansprüche, deren politischer Status im Antarktis-Vertrag geregelt wird. Ansprüche erheben die Anrainerstaaten Neuseeland, Australien, Chile, Argentinien und Frankreich (mit den Französischen Süd- und Antarktisgebieten), sowie aufgrund der Forschungsgeschichte das Vereinigte Königreich und Norwegen.

### Ökologie

#### Biologische Vielfalt

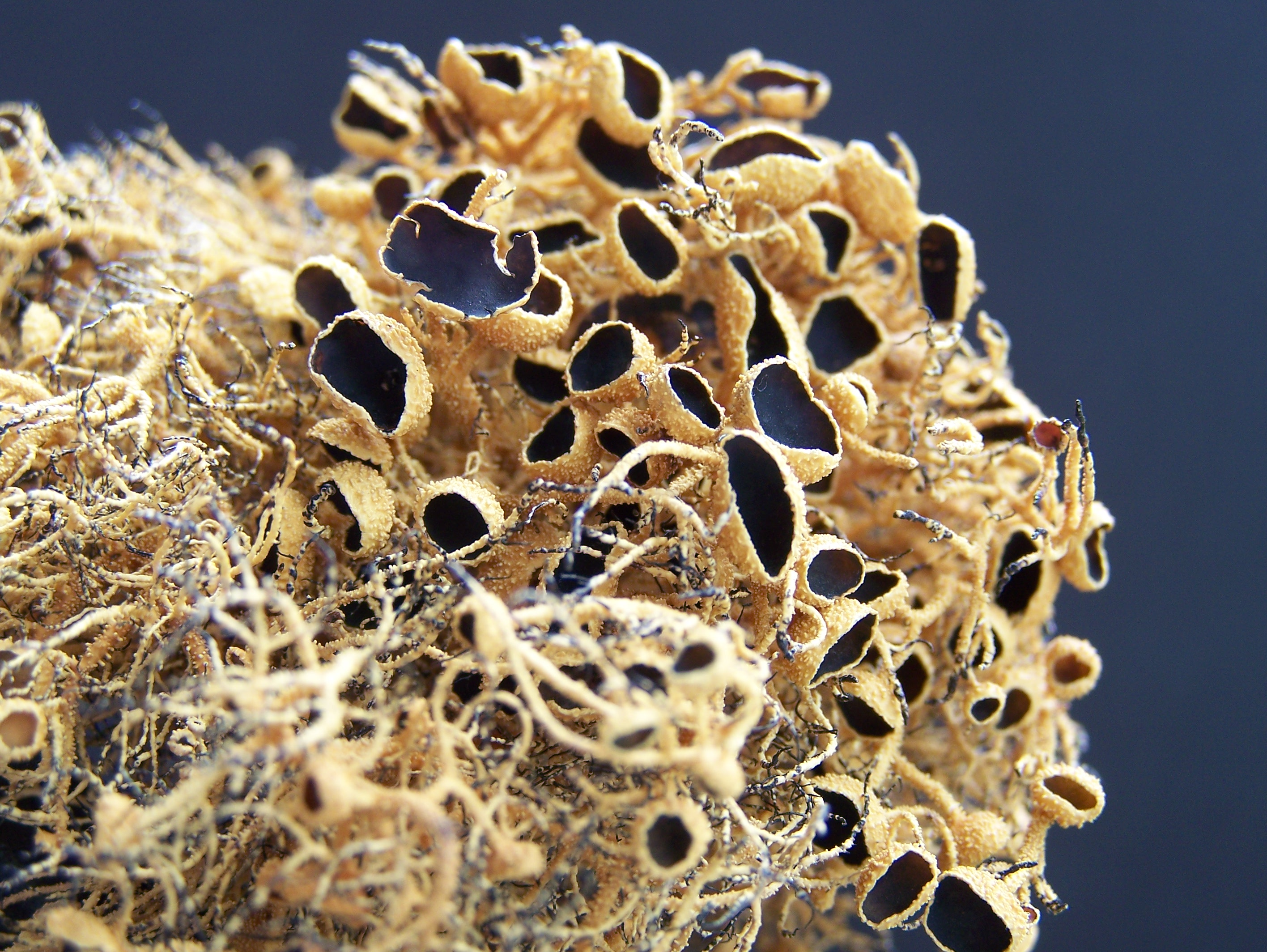
Zur Gattung Usnea gehörende Flechte der Antarktis (Darstellung stark vergrößert)

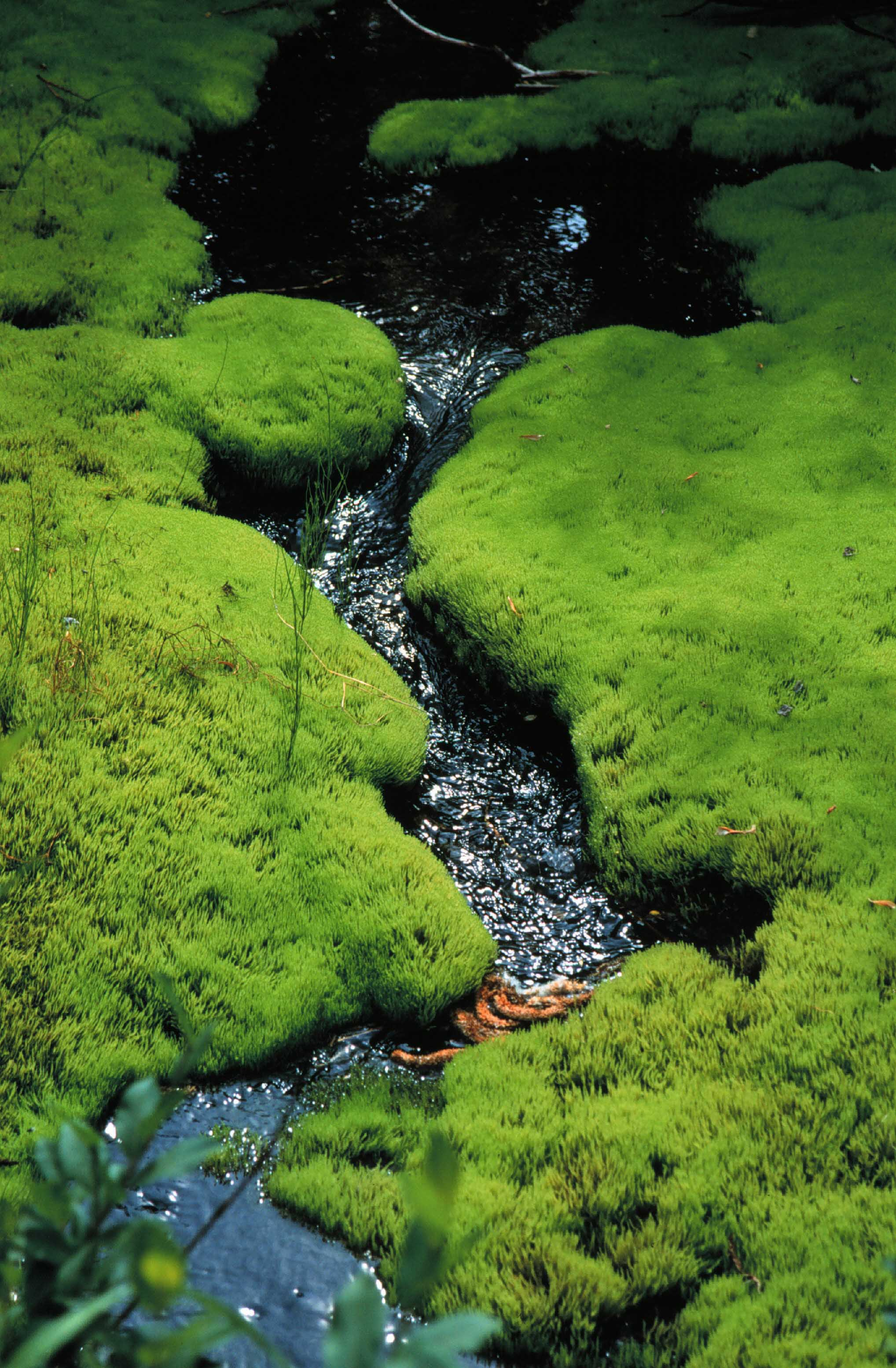
Moosmatten an einem arktischen Bachlauf

Die Biodiversität ist aufgrund der grenzwertigen Lebensbedingungen an Land „sehr gering“. Das spiegelt sich bereits in der Artenvielfalt für verschiedene Pflanzen- und Tiergruppen wider: In den Eis- und Kältewüsten existieren jeweils weniger als 100 Arten von Gefäßpflanzen auf jeweils 10.000 km². In den Zwergstrauchtundren können es jedoch bereits einige hundert Arten sein. In den Polargebieten gibt es keine Bäume. Da die Artenvielfalt immer auf bestimmte Parzellengrößen bezogen wird, wird auch die Zahl der Reptilien- und Amphibienarten mit „0“ angegeben. Dennoch sind zumindest für die milderen Bereiche der Arktis eine Reptilien- und insgesamt fünf Amphibienarten nachgewiesen. Die Vielfalt der Säugetiere und Vögel sowie der gesamten Wirbeltierfauna ist ebenfalls nur „sehr gering“.
Für die Meeresgebiete – in denen dem Plankton (z. B. Krill) als Basis der Nahrungskette eine besonders große Bedeutung zukommt – ist die Artenvielfalt hingegen mäßig bis hoch (je nach Tiefenhorizont), besonders in den südpolaren Gewässern. Allgemein bekannt sind hier vor allem die Meeressäuger wie Wale und etliche Robbenarten.

#### Flora und Fauna
Nur relativ wenige Pflanzenarten schaffen es, in der polaren Klimazone zu überleben. Wenn die Sonnenstrahlung es zulässt und die Eisdecke schmilzt, was auch an besonders geschützten Stellen der Antarktis vorkommen kann, treten auch im hochpolaren Eisklima einige Flechtenarten, Gräserarten (z. B. Bültgras) und Moosarten zu Tage. Dies ist besonders auf den antarktischen Inseln und im Südwesten Grönlands der Fall. Auch der geringe Nährstoffgehalt stellt ein limitierender Faktor für das Pflanzenwachstum dar. So sind z. B. Stickstoff und Phosphor besonders rar. Eine Anreicherung dieser Nährstoffe findet etwa durch Vogelkot (Guano) statt. Während auf einer kleinen Insel in der Arktis immerhin 90 Blütenpflanzenarten gezählt wurden, kommen in der Antarktis nur zwei Arten vor.
Obwohl die hochpolaren Eisgebiete lebensfeindlich sind – was die Erforschung dieser Gegenden trotz moderner Technik zu einem bisweilen riskanten Abenteuer werden lässt – finden sich selbst auf dem Eis Lebensformen. Das Habitat wird als Kryal bezeichnet: Die Kryoflora besteht zumeist aus den einzelligen Schneealgen, die den sogenannten „Blutschnee“ verursachen. Neben diesen mikroskopischen Pflanzen, sind aber auch Pilze und Bakterien bekannt, die das Kryal besiedeln. Die Kryofauna besteht in erster Linie aus Insekten, wobei hier besonders Springschwänze (Schneeflöhe) und Schneemücken (Arten der Gattung Chionea, Familie Limoniidae), von Bedeutung sind.
Auch in permanent eisbedeckten antarktischen Seen wird Leben vermutet: Nachgewiesen wurde es erstmals 2013 im Lake Whillans, wo mehr als 3900 Arten von Mikroorganismen gefunden wurden, die ihren Energiebedarf über Ammoniak und Methan decken.
Die Tiere der vereisten Gebiete sind ausschließlich auf tierische Nahrung angewiesen. Die populärsten Tiere der Polarregionen sind der Eisbär für die Arktis und die Pinguine für die Antarktis. Während in beiden Polargebieten eine Vielzahl von Seevogelarten vorkommen – die Arktis ist etwa der Verbreitungsschwerpunkt der Gänse –, gibt es in der Südpolregion keine (heimischen) Landsäugetiere. Auf der Insel Südgeorgien wurden Rentiere, Hausratten und Mäuse ausgesetzt beziehungsweise eingeschleppt. Dies führte in kurzer Zeit zu massiven Schäden an der heimischen Flora und Fauna, sodass sie aufwändig wieder entfernt werden mussten. Die eben genannten Säugetiere sowie Eisbären, Moschusochsen, Eisfüchse, Polar- oder Tundrawölfe, Schnee- und Polarhasen sowie Lemminge sind hingegen in der Arktis heimisch. Pflanzenfresser sind in den Tundren wichtig zur Erhaltung des Mineralstoffkreislaufes, da die mikrobielle Zersetzung aufgrund der niedrigen Temperaturen nicht ausreicht. Insofern sind viele Pflanzen der Polargebiete auf die Verwertung durch Tiere (Konsumenten) angewiesen. Typisch für Regionen mit langen, schneereichen Wintern ist der Farbwechsel zum weißen Fell oder Federkleid.

### Böden
Die relativ einheitlichen (Permafrost-)Böden der Polargebiete werden als „Gelic Regosol-Gelic, Gleysol-Zone“ bezeichnet.

### Besiedlung und Nutzung

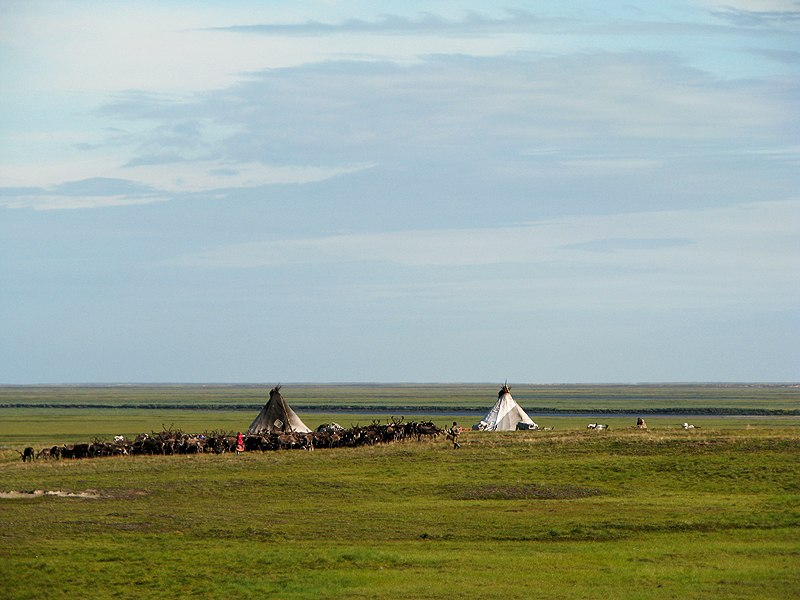
In der Arktis gibt es insbesondere in Russland noch traditionell lebende Ethnien wie die Yamal-Nenzen

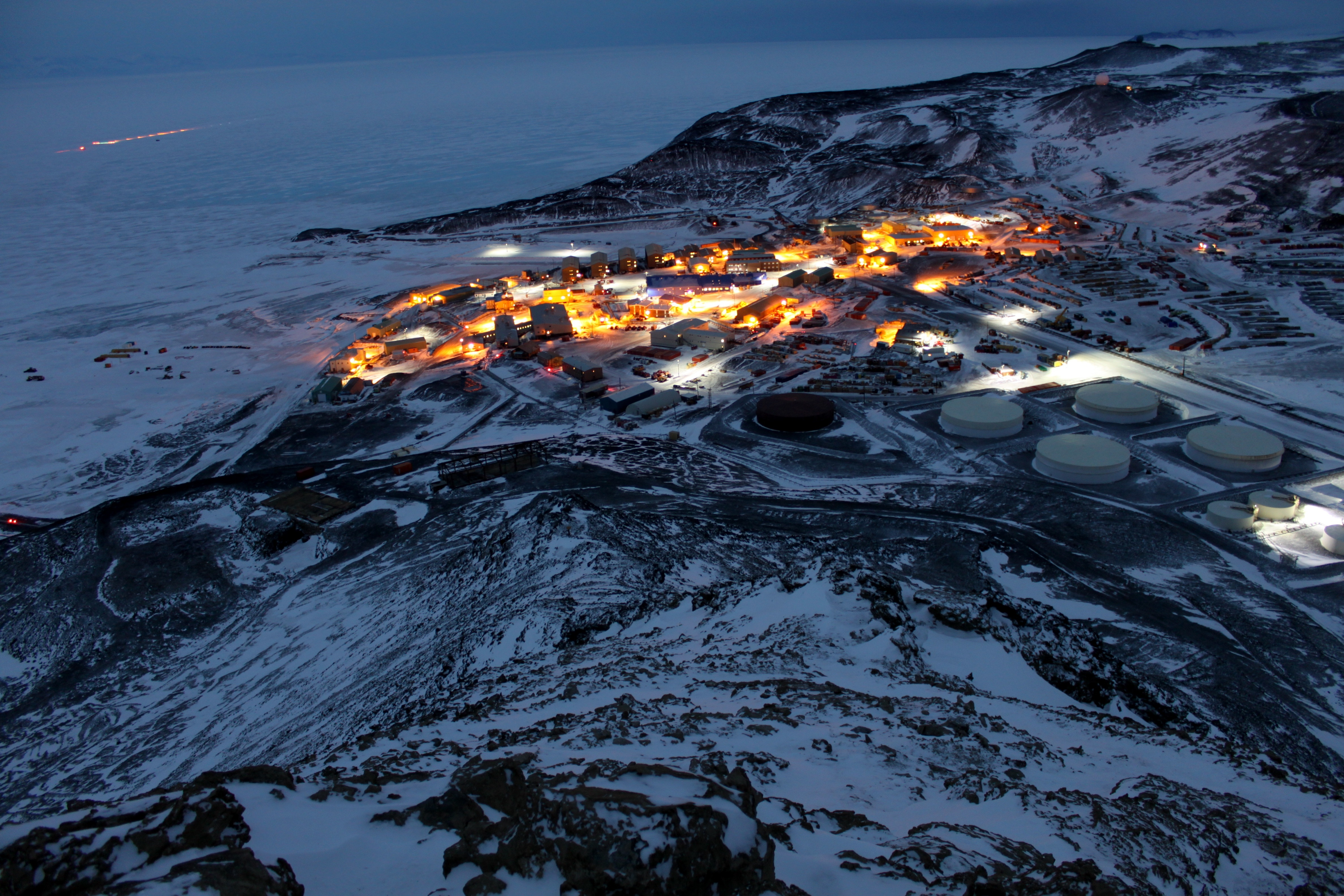
Die Antarktis ist bis auf einige Forschungsstationen unbesiedelt. Die größte – McMurdo-Station – hat sich fast zu einer kleinen Stadt entwickelt

Die Eis- und Kältewüsten bis hin zu den Flechtentundren gehören zur nicht dauerhaft bewohnbaren Anökumene der Erde. Auf die Antarktis trifft dies zu 100 Prozent zu. Menschliche Siedlungen finden sich in polaren Gebieten nur wenige: Neben eisfreien Häfen oder Bergbaustädten wie Utqiaġvik, Inuvik, Nuuk, Tromsö, Murmansk oder Norilsk, die punktuell zur Ökumene zählen, sind es vor allem Wohnorte von indigenen Eskimovölkern im Norden Alaskas, Kanadas und Grönlands, den Samen in den nördlichsten Teilen Lapplands sowie von sibirischen Völkern – insbesondere Nenzen, Ewenen und Tschuktschen – im Norden Russlands. Sie alle leben meist in küstennahen Tundren, die zur Subökumene gehören. Alert, Nunavut, gelegen auf 82°28′ n. Br., ist die nördlichste dauerhaft besetzte menschliche Ansiedlung der Erde. Der antarktische Kontinent ist, bis auf wenige Wetter- und Forschungsstationen, unbewohnt. Insgesamt können 99 Prozent der Polarregionen noch als Wildnis bezeichnet werden. Zusammen mit den angrenzenden nördlichen Nadelwäldern sowie den damit verbundenen Hochgebirgen in Nordamerika und Zentralasien bilden sie den größten zusammenhängenden Naturraum der Erde.
In Nordsibirien und Alaska finden sich riesige Lagerstätten von Erdöl, Erdgas und Kohle, die bereits seit Jahrzehnten ausgebeutet werden. Über die Bodenschätze hinaus liegt der größte Nutzen für den Menschen in der reichen Meeresfauna, den viele indigene Kulturen der Arktis seit Jahrtausenden nutzen. Die globale Erwärmung ermöglicht zukünftig eine einfachere Erreichbarkeit dieser Gebiete für internationale Konzerne, sodass der Druck auf alle Ressourcen wahrscheinlich erheblich zunehmen wird. Dies trifft derzeit auf die Antarktis (noch?) nicht zu, da hier seit 1998 erhebliche Bemühungen zu einem zeitweiligen Schutz des Raumes geführt haben.

## Unterteilungen zur Artenvielfalt
1. ↑  Artenvielfalt Gefäßpflanzen
auf 100 × 100 km
< 200 = sehr gering
200–1000 = gering
1000–2000 = mittel
2000–4000 = hoch
4000–>5000 = sehr hoch
2. ↑  Artenvielfalt Säugetiere
auf jeweils 50.000 km²
1–42 = sehr gering
43–84 = gering
85–126 = mittel
127–168 = hoch
169–210 = sehr hoch
3. ↑  Artenvielfalt Vögel
auf 10 × 10 km
1–135 = sehr gering
136–271 = gering
272–406 = mittel
407–542 = hoch
542–678 = sehr hoch
4. ↑  Artenvielfalt Wirbeltiere
auf 50 × 50 km
1–101 = sehr gering
102–192 = gering
193–258 = mittel
259–460 = hoch
461–1286 = sehr hoch